# Grünerløkka
Grünerløkka est un quartier (bydel) de la ville d’Oslo en Norvège.

## Histoire
Le nom de Grünerøkka provient de Friedrich Grüner, chef administrateur d'Oslo de 1651 jusqu'à sa mort en 1674.